# Tudense
Tudense es el gentilicio de Tuy (Pontevedra), del latín tudensis.
Particularmente, se utiliza para referirse a Lucas de Tuy, conocido como "el Tudense", que no nació en Tuy, sino que fue obispo de esa diócesis.
Entre otros personajes, fueron tudenses ilustres los medievales San Paio (Pelayo mártir) y San Theotonio (en ambos casos sus lugares concreto de nacimiento eran localidades de la diócesis tudense); en el siglo XVI Francisco Sánchez "el escéptico", científico del siglo XVI (autor de Quod nihil scitur), y Álvaro de Cadaval (Cadavalo Gravio), humanista; en el siglo XIX fray Rosendo Salvado, primer obispo de Nueva Nursia (Australia), que introdujo los primeros eucaliptos en Galicia; Leandro de Saralegui (Estudios sobre la época céltica en Galicia) y Manuel Lago González, filólogo, obispo de Tuy y Santiago; Ricardo Blanco Cicerón, arqueólogo.
En el siglo XX, entre los tudenses con mayor repercusión en la historia estuvieron José Calvo Sotelo, político derechista asesinado en 1936; Cristino Mallo, escultor; Enrique Pérez Serantes, arzobispo de Santiago de Cuba y primado de la Iglesia católica cubana entre 1948 y 1968; o Mario Conde, empresario y político encarcelado (2002) por el Caso Banesto (1993).